# Le Regard de Charles
Pour plus de détails, voir Fiche technique et Distribution.
Le Regard de Charles est un film français réalisé par Marc di Domenico et sorti en 2019.

## Synopsis
Montage d'images réalisées par Charles Aznavour tout au long de sa vie, notamment lors de ses tournées, commenté par la voix de Romain Duris.

## Fiche technique
- Titre : Le Regard de Charles
- Réalisation : Marc di Domenico
- Scénario : Marc di Domenico
- Son : Bruno Ehlinger
- Montage : Didier d'Abreu, Catherine Libert et Fred Piet
- Production : Anna Sanders Films
- Pays d'origine :  France
- Genre : Documentaire
- Durée : 83 minutes
- Date de sortie : France - 2 octobre 2019